# دوراتا دورا
دوراتا مورتوري المعروفة باسم دوراتا دومن مواليد 24 ديسمبر 1992 في نورمبرغ في ألمانيا .

## سيرة شخصية
ولدت دوراتا دورا في 24 ديسمبر 1992 في مدينة نورمبرغ البافارية تحت اسم دوراتا مورتوري من عائلة ألبانية , بدأت مسيرتها الموسيقية في ألبانيا تحت اسم دوراتا دورا، حيث أصدرت أول أغنية لها وأول فيديو موسيقي لها في عام 2011 "Vete kërkove" . بعد نجاح أغنيتها الفردية الأولى، تعاونت مع المنتج الموسيقي والفنان دون أرباس لإصدار أغنية "Get Down" في عام 2012 والتي تمتعت بشعبية أكبر. في العام التالي، أطلقت أغنية "I Like Dat"، ثم في صيف 2013 أغنية "Edhe Pak" مع "Blunt & Real" و "Lumi B".
في نوفمبر 2014، تم إصدار أغنية "A bombi" بفيديو موسيقي. سرعان ما أصبحت الأغنية شائعة جدًا (29 مليون مشاهدة على يوتيوب في مارس 2016) مما سمح لها باكتساب شعبية خارج حدود ألبانيا وكوسوفو. في ربيع عام 2015، بدأت دوراتا دورا العمل مع شركة الإنتاج Max Production Albania.
في عام 2019، حقق التعاون مع الفنان الجزائري سولكينغ في أغنية زامر (بالألبانية: Zemër) نجاحًا كبيرًا في ألبانيا وكوسوفو، ولكن أيضًا على المستوى الدولي، حيث احتلت المرتبة 5 كأكثر أغنية استماعا في الجزائر على منصة ديزر , تجاوز المقطع 360 مليون مشاهدة على منصة يوتيوب في ديسمبر 2019 .

## الأغاني
| عام  | الأغنية            |
| ---- | ------------------ |
| 2011 | Vetë kërkove       |
| 2012 | Get Down           |
| 2013 | I Like Dat         |
| 2013 | Edhe Pak           |
| 2014 | Roll               |
| 2014 | A bombi            |
| 2015 | Ti Don             |
| 2015 | Shumë ON           |
| 2016 | Numrin e ri        |
| 2016 | Bongo              |
| 2016 | Vec ty             |
| 2016 | Ayo                |
| 2017 | Simpatia           |
| 2017 | Bubble             |
| 2017 | Kesh Kesh          |
| 2018 | Trendafil          |
| 2018 | Jake Jake          |
| 2018 | Qikat e mia        |
| 2019 | Zemër , مع سولكينغ |
| 2020 | Fajet              |
| 2020 | Harrom             |

```
[
5
]
```

## روابط خارجية
- دوراتا دورا على موقع IMDb (الإنجليزية)
- دوراتا دورا على موقع ميوزك برينز (الإنجليزية)
- دوراتا دورا على موقع أول ميوزيك (الإنجليزية)
- دوراتا دورا على موقع ديسكوغز (الإنجليزية)